# Кругле (Чернігівський район)
Кру́гле — село в Україні,  у Михайло-Коцюбинській селищній громаді Чернігівського району Чернігівської області. Населення становить 17 осіб. До 2016 орган місцевого самоврядування — Левковицька сільська рада.
Спершу лісова сторожа, згодом хутір.